# لايونز (نيويورك)
لايونز (بالإنجليزية: Lyons, New York)‏ هي بلدة أمريكية تقع في الولايات المتحدة في مقاطعة وين، نيويورك. يقدر عدد سكانها بـ 5,831 نسمة ومساحتها 97.4 كم2 وترتفع عن سطح البحر 137 متر.

## أعلام
- مايرون تشارلز تايلور
- ويليام ك. دونكان
- تشيستر توماس أوبراين
- برادلي أ. فيسك
- آن كولينز
- ميخائيل باستيان
- أمبروز سبنسر